# AlphaEvolve
 (mai 2025).
AlphaEvolve est un agent de codage évolutionniste permettant de concevoir des algorithmes à l'aide de grands modèles de langage tels que Gemini. AlphaEvolve a été développé par Google DeepMind et annoncé en mai 2025,

## Fonctionnement
AlphaEvolve vise à découvrir et à optimiser de manière autonome des algorithmes grâce à une combinaison de grands modèles de langage (LLM) et de d'évolutionnisme.
AlphaEvolve a besoin d'une fonction d'évaluation avec des métriques à optimiser, ainsi que d'un algorithme initial. À chaque étape, AlphaEvolve utilise le LLM pour produire des variantes des algorithmes existants, puis sélectionne les plus efficaces.
Contrairement à ses prédécesseurs comme AlphaFold ou AlphaTensor, AlphaEvolve est conçu comme un système à usage général. Il peut fonctionner sur un large éventail de tâches scientifiques et d'ingénierie.

## Impact
Selon Google, sur une sélection de 50 problèmes mathématiques ouverts, le modèle a obtenu des solutions de pointe dans 75 % des cas, et a découvert des solutions améliorées dans 20 % des cas, par exemple en faisant progresser le problème du nombre de baisers.
AlphaEvolve a également été utilisé pour optimiser l'écosystème informatique de Google. L'amélioration des heuristiques de planification des centres de données a permis la récupération de 0,7 % des ressources bloquées. Il a également été utilisé pour optimiser la conception des circuits TPU et le noyau de multiplication matricielle de Gemini.